# Ijtihad
 (août 2018).
Si vous disposez d'ouvrages ou d'articles de référence ou si vous connaissez des sites web de qualité traitant du thème abordé ici, merci de compléter l'article en donnant les références utiles à sa vérifiabilité et en les liant à la section « Notes et références ».

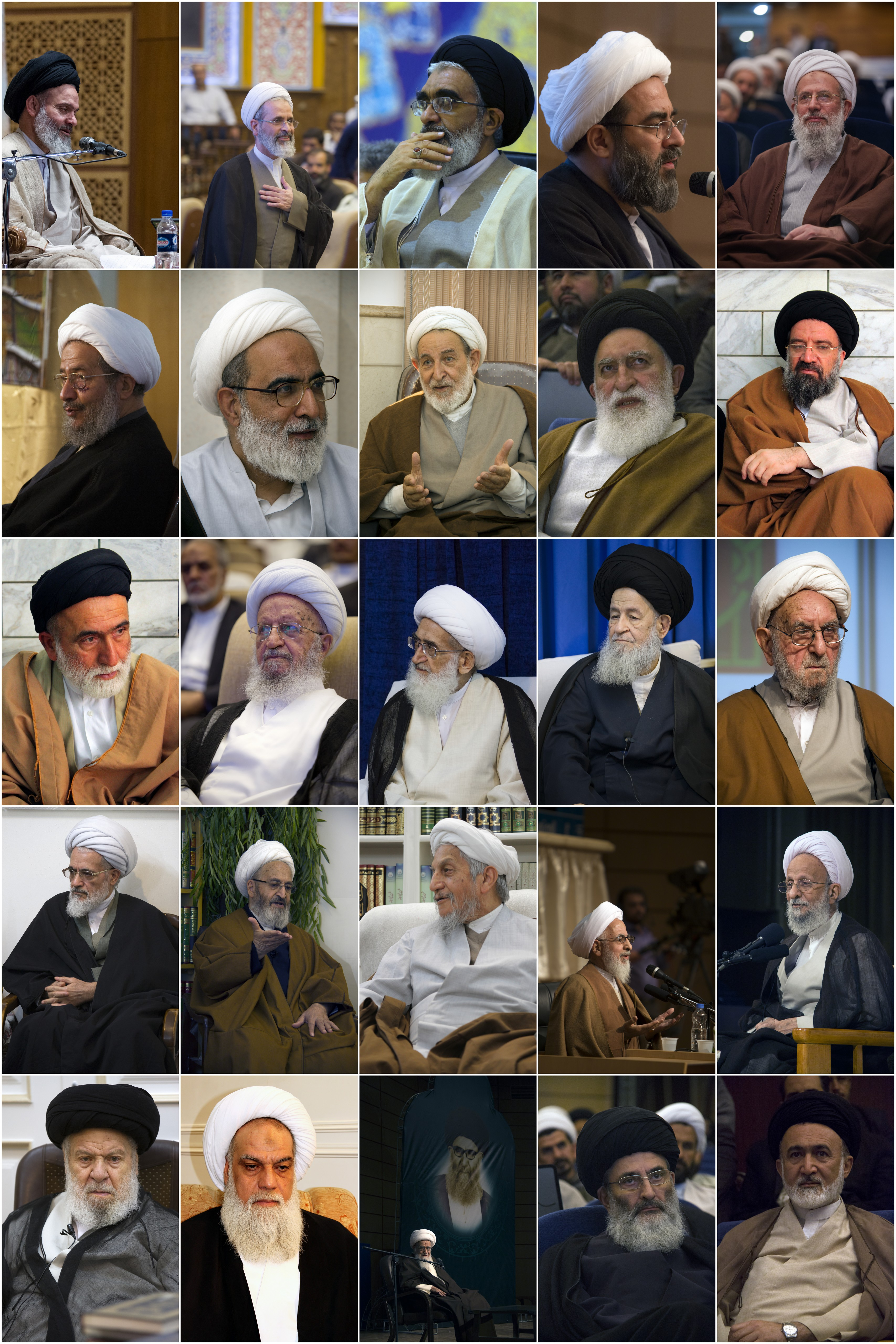

L’ijtihâd (arabe : ijtihād, اِجْتِهاد, effort de réflexion) désigne l'effort de réflexion que les oulémas ou muftis et les musulmans entreprennent pour interpréter les textes fondateurs de l'islam et en déduire le droit musulman ou pour informer le musulman de la nature d'une action (licite, illicite, réprouvée…).
Le terme ijtihâd désigne à l'origine l'effort des plus illustres savants à atteindre les justes avis juridiques.
Pour le philosophe indo-pakistanais Mohamed Iqbal, l'ijtihad signifie « s’efforcer en vue de formuler un jugement indépendant sur une question légale ».

## La supposée «fermeture des portes de l'ijtihad»
Certains auteurs musulmans ou orientalistes, comme Joseph Schacht (Classicisme et déclin culturel dans l'histoire de l'islam et An introduction to islamic law), ont prétendu que l'ijtihâd n'a plus cours depuis le IVe siècle de l'Hégire (Xe siècle). En effet, plusieurs siècles d'analyse des sources et de formulation de règles auraient permis de faire le tour de toutes les questions juridiques possibles, de sorte qu'en matière de droit, il n'y aurait plus rien à inventer.
Mais plusieurs auteurs récusent cet avis comme étant sans fondement et affirment que l'ijtihâd est permis à tout savant sunnite ayant atteint le statut de mujtahid par l'acquisition d'un grand savoir en matière d'usul al-fiqh. Par exemple Hervé Bleuchot indique que l'idée d'une fin de l'ijtihad a bien été évoquée par le juriste chaféite Al-Juwaynî au XIe siècle, mais sous la forme d'une interrogation, et non d'un constat. Al-Juwaynî se pose la question : que se passerait-il si le calife était incompétent en matière d'ijtihad ? La créativité d'Al-Juwaynî, puis celle de son élève Al-Ghazâlî, réfute à elle seule l'idée d'une fin de l'ijtihad au Xe siècle.
Pour Daoud Riffi, l'idée d'une fin de l'ijtihad est à la fois une erreur historique et une impossibilité théorique. Une erreur historique, puisqu'il cite nombre de mujtahid qui ont renouvelé le droit après le Xe siècle. Surtout, une impossibilité : il n'est pas concevable que, dans des sociétés nécessairement changeantes, de nouveaux problèmes juridiques ne se fassent pas jour, exigeant ainsi une réflexion sur des questions inédites. Or, la pratique de l'ijtihad constitue une obligation pour la communauté. Éric Chaumont qualifie cette idée d'une fermeture de l'ijtihad d'absurde. On a confondu l'ijtihad « absolu » (ijtihād al-mutlaq), qui donne naissance à une nouvelle école de droit, avec l'ijtihad à l'intérieur des écoles déjà existantes (ijtihād fī al-madhhab). S'il est vrai que la codification du fiqh par al-Chafi'i a eu pour but et pour effet d'éviter la multiplication des sectes, en revanche, l'ijtihad n'a jamais cessé à l'intérieur des maḏâhib.
Pour Éric Chaumont, ce mythe de l'insidād bāb al-ijtihād est un frein au questionnement de la communauté musulmane sur elle-même. Pour le lever, il faut commencer par en interroger les fondements théologiques.
Quoi qu'il en soit de cette controverse, "rouvrir le débat à propos de la capacité de la raison humaine à discerner en toute autonomie le juste de l'injuste" serait pour Slim Laghmani une manière de "permettre au musulman d'assumer, d'accepter, voire de revendiquer, sa modernité juridique".

## Compétences du mujtahid
L'impression d'une moindre créativité dans le domaine des usul al-fiqh a pu s'expliquer par la difficulté de la discipline. Ainsi l'Imam Malik a dit : « par Allah je n'ai pas fait de Fatawa avant que 70 grands savants de Médine ne m'aient recommandé et poussé à ceci en disant tous: Occupe-toi de répondre aux questions des gens par des Fatawa[réf. nécessaire] ».
Le domaine de l'ijtihâd n'est donc pas fermé mais restreint aux savants compétents, recommandés par leurs prédécesseurs et reconnus par leurs contemporains[Lesquels ?] comme ayant atteint le degré de savoir leur permettant d'avoir le droit d'ijtihâd. En revanche, certaines périodes ont été plus créatrices, d'autres plus conservatrices. Par exemple, Averroès (Ibn Rushd), regrette le traditionalisme de ses contemporains dans l'Espagne musulmane du XIIe siècle.
Les membres des sectes (Firaq, pluriel de firqa) sont exclus de l'ijtihâd car leurs règles d'origine se démarquent du Coran et de la Sunna et vont généralement à leur encontre : ceci signifie que leurs avis spécifiques ne sont pas pris en compte si ce n'est par leurs adeptes[réf. souhaitée].
Le mujtahid (arabe : mujtahid, مُجْتَهِد, appliqué; diligent) est celui qui produit cet effort de réflexion de l'ijtihâd. Pour ceux qui ne peuvent fournir cet effort, ils n'auront qu'à suivre (taqlid) conformément un mujtahid Mutlaq à savoir Abu Hanifa, Mâlik ibn Anas, Al-Chafi'i, Ahmad Ibn Hanbal soit rentrer dans l'une des écoles musulmane de Jurisprudence Jafarite, Hanafite, Malikite, Chafi'ite ou Hanbalite.
Lorsque du Xe au XIIIe siècle de l'ère chrétienne les Turcs remplacent peu à peu géopolitiquement les Arabes, la notion de djihad l'emporte peu à peu aussi sur celle d'ijtihad. La conquête mongole renforcera ce changement. Dès cette période et malgré la puissance politique et militaire de l'empire arabo-musulman, celui-ci perd l'avance scientifique qu'il avait jusque-là acquise en collectant des informations de tout le reste du monde, en les redistribuant dans tout l'empire et en les retravaillant, pour les huit siècles qui suivent.
Les principes de l'ijtihad sont:
1- Le Coran ;
2. la sunnah (Tradition) (c'est-à-dire les paroles de Mahomet et des imams chiites) ;
3- l'ijmâ (le consensus unanime) ;
4- l'ʿaql (Raison).

## L'ijtihad dans le chiisme
Les juristes chiites n'ont utilisé le terme ijtihad qu'à partir du XIIe siècle. À l'exception de la jurisprudence zaydite, les premiers chiites imamites étaient unanimes à censurer l'ijtihad dans le domaine du droit (ahkam). L'adoption de diverses doctrines mutazilites et du fiqh sunnite classique (jurisprudence), a conduit à un changement,. Après la victoire des Usulis qui fondaient la loi sur des principes (usul) contre les Akhbaris (« traditionalistes ») qui mettaient l'accent sur les rapports ou les traditions (khabar), au XIXe siècle, l'ijtihad devient une pratique chiite courante.
Les musulmans chiites comprennent le processus de l'ijtihad comme l'effort indépendant pour aboutir aux règles de la chari'a. Après la mort du Prophète et une fois qu'ils eurent déterminé que l'imam est absent, l'ijtihad a évolué vers un exercice prudent de la raison en vue de découvrir ce que les imams auraient fait dans telle ou telle situation juridique. Les décisions que les auraient prises étaient explorées à partir du Coran, de la Sunna, de l'ijma et de la raison ('Aql). C'est seulement à la fin du huitième siècle que le terme de mujtahid a été associé à celui de faqih - celui qui est expert en jurisprudence. À partir de là, le nombre des tribunaux religieux a commencé à croître et les ulamas ont été chargés par les autorités chiites de produire l'ijtihad. Les premiers théologiens chiites avaient dénoncé les outils d'interprétations sunnites comme lijtihad et le qiyas (raisonnement par analogie), en se fondant sur les traditions des imams chiites. Ils argumentaient que l'ijtihad est un processus déductif fondé sur une conjecture personnelle pour soutenir que l'ijtihad n'a pas de fondement légal dans la chari'a (loi religieuse). Par conséquent,  jusqu'au XIIIe siècle, le concept d'ijtihad a été considéré avec mépris par les juristes chiites, qui voulaient bâtir un édifice juridique stable, cohérent et dépourvu de toute incertitude. Cependant, avec le temps, certains juristes chiites ont ressenti le besoin de répondre à des circonstances nouvelles et inédites.